# Новосёлки (сельское поселение Дашковское)

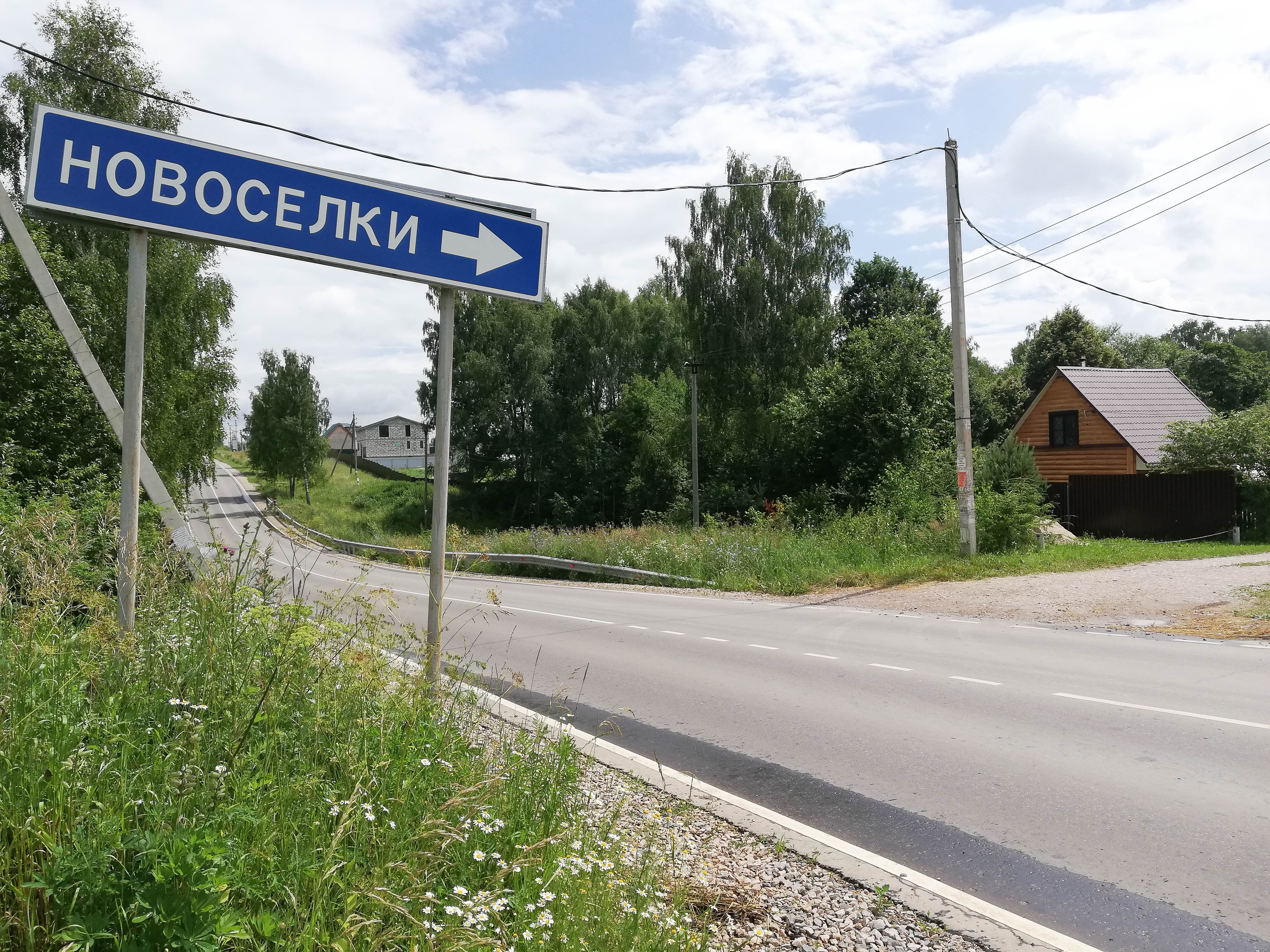
Указатель поворота в посёлок с шоссе

Новосёлки — посёлок (до 2019 года деревня) в городском округе Серпухов  Московской области России. 

## География
Новосёлки расположены примерно в 26 км (по шоссе) на северо-запад от Серпухова, на впадающем слева в реку Нара безымянном ручье, высота центра деревни над уровнем моря — 153 м. На 2016 год в деревне зарегистрировано 1 садовое товарищество.

## Население
| 2002 | 2006 | 2010 | 2015 |
| ---- | ---- | ---- | ---- |
| 3    | ↘1   | ↘0   | ↗5   |

## История
До декабря 2018 года Новосёлки входили в состав Дашковского сельского поселения Серпуховского муниципального района, до ноября 2006 года — в Райсемёновский сельский округ Серпуховского района.
В ноябре 2019 года категория населённого пункта Новосёлки была изменена с деревни на посёлок.